# Francescopaolo D’Angelosante
Francescopaolo (Francesco Paolo) D’Angelosante (ur. 17 września 1922 w Penne, zm. 15 kwietnia 1997 w Rzymie) – włoski polityk i samorządowiec, senator IV, V, VI i VI kadencji, od 1969 do 1984 poseł do Parlamentu Europejskiego.

## Życiorys
Od 1942 działał w bojówkach antyfaszystowskich. Zaangażował się w działalność polityczną w ramach Włoskiej Partii Komunistycznej, został sekretarzem Umberto Terraciniego, jej członka i przewodniczącego Zgromadzenia Konstytucyjnego. Był radnym miejskim w Penne oraz prowincjonalnym w Pescarze. Należał do zgromadzenia przemysłowego w prowincji Pescara. Od 1963 do 1979 należał do Senatu czterech kadencji. Od 1969 do 1984 był posłem do Parlamentu Europejskiego, w 1979 wybrano go w wyborach bezpośrednich. Przystąpił do Grupy Sojuszu Komunistycznego. Został wiceprzewodniczącym Delegacji ds. stosunków z państwami ASEAN i Międzyparlamentarną Organizacją ASEAN AIPO (1983–1984), należał też m.in. do Komisji ds. Kwestii Prawnych i Komisji ds. Regulaminu i Petycji.
Miał córkę Barbarę, prawniczkę i kandydatkę w wyborach samorządowych.